# Geldermalsen

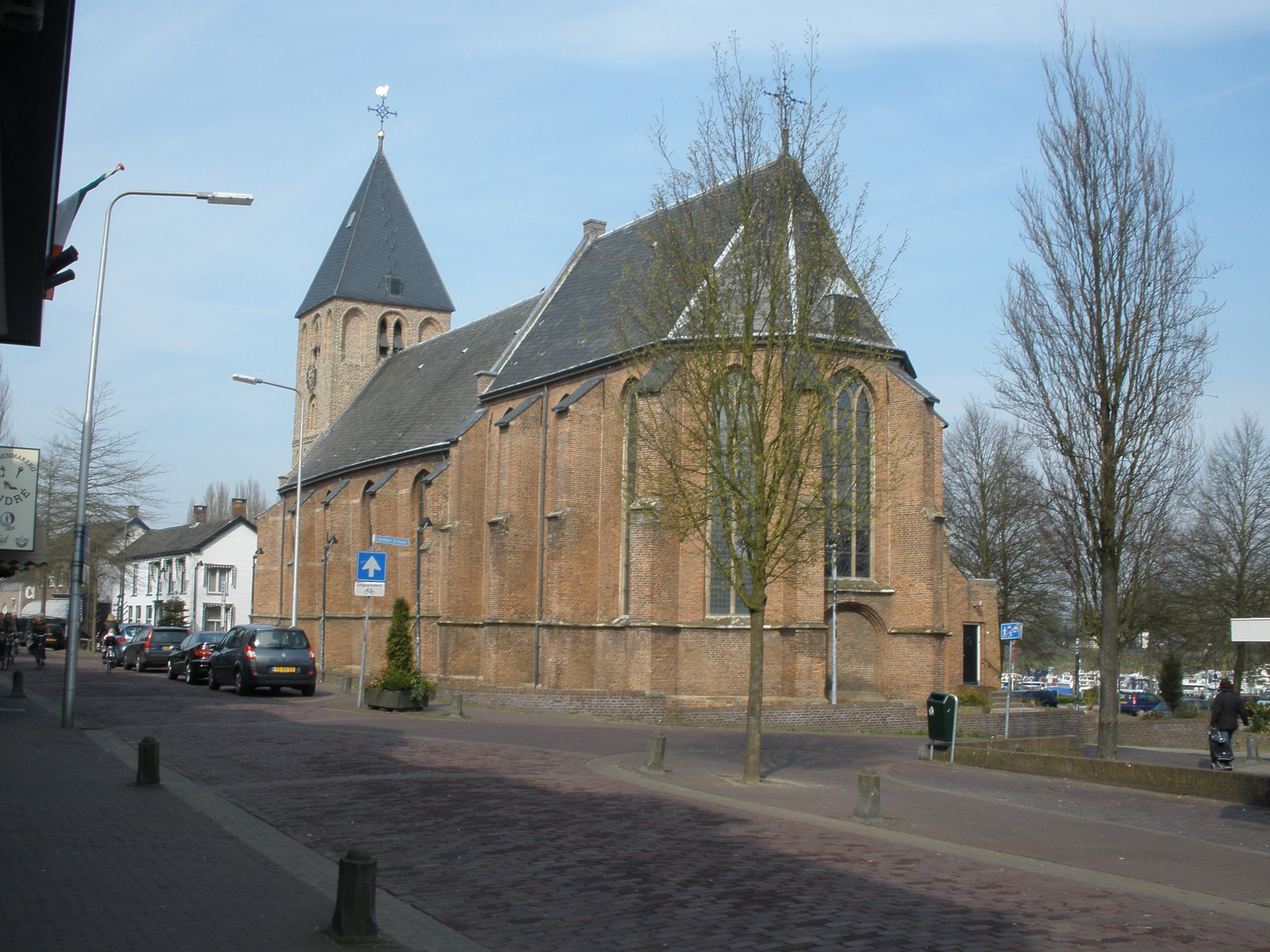
N-H Suitbertuskyrkan.

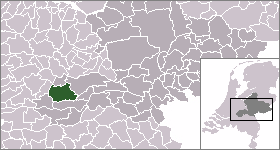
Geldermalsens läge

Geldermalsen är en historisk kommun i provinsen Gelderland i Nederländerna. Kommunens totala area är 101,67 km² (där 1,97 km² är vatten) och invånarantalet är på 26 189 invånare (2005).